# Богутево
Богу́тево (болг. Богутево) — село в Смолянській області Болгарії. Входить до складу общини Чепеларе.

## Населення
За даними перепису населення 2011 року у селі проживали 199 осіб.
Національний склад населення села:
| Національність   | Кількість осіб | Відсоток |
| ---------------- | -------------- | -------- |
| болгари          | 172            | 94,0%    |
| турки            | 0              | 0%       |
| цигани           | 0              | 0%       |
| інша             | 0              | 0%       |
| не визначились   | 11             | 6,0%     |
| Всього відповіли | 183            |          |

Розподіл населення за віком у 2011 році:
Динаміка населення: